# Jales Breznički
Jales Breznički – wieś w Chorwacji, w żupanii varażdińskiej, w gminie Breznica. W 2011 roku liczyła 142 mieszkańców.